# Lentilactobacillus buchneri
Lentilactobacillus buchneri es una bacteria tipo bacilo  anaerobio, grampositivo, que no es capaz de formar esporas . L. buchneri es una bacteria heterofermentativa que produce ácido láctico y ácido acético mientras realiza la fermentación de algún compuesto. Es utilizado como inoculante bacteriano para mejorar la estabilidad aeróbica del ensilado . Estas bacterias se inoculan y se usan para evitar y prevenir que el ensilado (o algún otro compuesto fermentado) se caliente y deteriore una vez expuesto al aire.

## Características
L. buchneri pertenece al grupo de bacterias Lactobacillaceae. El género al que pertenece la bacteria es Lentilactobacillus y la especie a la que pertenece es Lentilactobacillus buchneri .

## Historia
E.B.Fred, W.H. Peterson y J.A Anderson descubrieron la especie en 1921 y la clasificaron en la capacidad de metabolizar carbono y azúcares. Este primer estudio demostró que esta bacteria puede producir ácido acético, dióxido de carbono y grandes cantidades de manitol. Manitol, es otra fuente de carbono que se puede utilizar para producir ácido láctico.

## Investigar
L. buchneri es sensible a las temperaturas bajas y su crecimiento es lento. El ácido láctico se convierte en dos subproductos más comunes, que son el ácido acético y el 1,2-propanodiol. Se producen más ácido acético que 1,2-propanodiol. Ambos son mejores para reducir el crecimiento de moho y levadura que el ácido láctico . Se pueden encontrar cepas de L. buchneri en el vino, ya que la producción de vino implica el crecimiento de bacterias que produzcan ácido láctico para la fermentación maloláctica. Por esta misma razón, se anima a los enólogos a añadir algunos productores malolácticos para ayudar a la microflora generada naturalmente.
El crecimiento de los inoculantes de L. buchneri ocurre a los 37 °C.
Los inoculantes de L. buchneri solo deben usarse cuando no es posible controlar el deterioro y calnetamiento a través de la gestión.

## Tratamiento y prevención
Aunque por lo general no se recomienda para tratar infecciones causadas por lactobacilos, la penicilina es el tratamiento más común para tratar las infecciones causadas por lactobacilos.
Use sustancias fermentadas moderadamente o añada L. buchneri sólo a sustancias fermentadas.

## Uso
La manera más beneficiosa de usar L. buchneri ,es en lugares donde es posible la inestabilidad aeróbica. Por ejemplo, el maíz con alto contenido de humedad es susceptible al deterioro si es expuesto al aire y, por esta razón, los inoculantes de L. buchneri pueden beneficiar a la fermentación. También pueden beneficiar en situaciones donde el ensilaje del maíz se transfiera de un silo a otro.

## Productos
Hay varias cepas de L. buchneri y no todas son tan efectivas. Wyeast produce una forma líquida de L. buchneri que es usada para hacer cerveza.

## Nivel de bioseguridad
Siempre se debe usar procedimientos de seguridad adecuados con este organismo. Este es un organismo de nivel 1. Adecuado para el manejo de microbios que no causan enfermedades en un ser humano. Precauciones: Lavarse las manos con jabón antibacterial y desinfectar superficies que entraron en contacto después de su uso.